# Yaginumaella longnanensis
Yaginumaella longnanensis là một loài nhện trong họ Salticidae.
Loài này thuộc chi Yaginumaella. Yaginumaella longnanensis được Yang, Guo Tang & Joo-Pil Kim miêu tả năm 1997.